# Liberty Island
Liberty Island (deutsch „Freiheitsinsel“, früher Bedloe’s Island) ist eine kleine unbewohnte Insel in der Upper New York Bay im New Yorker Hafen, die Standort der Freiheitsstatue ist.
Umgeben von Gewässern New Jerseys, ist die Insel seit 1800 im Besitz der Bundesregierung der Vereinigten Staaten, wobei die Gerichtsbarkeit aufgrund eines zwischenstaatlichen Vertrages von 1834 beim Bundesstaat New York liegt. Die Insel ist Teil des Statue of Liberty National Monument und wird heute vom National Park Service verwaltet. 
Liberty Island liegt 600 Meter entfernt vom Liberty State Park in Jersey City. Vom Battery Park in Manhattan ist die Insel 2,6 km entfernt. Obwohl die Insel nicht Territorium New Jerseys ist, befindet sie sich auf der Seite New Jerseys an der Grenzlinie zwischen New Jersey und New York. Die Entfernung von der nahe gelegenen Insel Ellis Island beträgt ungefähr 700 m.
Für die Öffentlichkeit ist die Insel über Fähren zu erreichen, die zwischen Battery Park an der Südspitze Manhattans oder Liberty State Park (Jersey City) und Liberty Island verkehren. In Rundtouren wird neben Liberty Island auch Ellis Island angesteuert.

## Namensgeschichte
Der Stamm der Mohegan nannte sie Minnissais, was „kleinere Insel“ bedeutet. Zu verschiedenen Zeiten war sie als Great Oyster („Große Auster“), Love Island (nach dem Gouverneur Lovelace), Kennedy’s Island (nach Archibald Kennedy, der die Insel 1746 erworben hatte), Corporation Island, Bedloo’s Island, Bedlow’s Island und Bedloe’s Island bekannt. Die letzten drei Bezeichnungen gehen auf den Kaufmann Isaack Bedloo zurück, der die Insel im Jahr 1667 kaufte. Die beiden letzten Bezeichnungen sind anglisierte Schreibweisen der ursprünglichen Form. Die Insel wurde zwar schon seit der Zeit um 1900 Liberty Island genannt, doch erst am 3. August 1956 ließ Präsident Dwight D. Eisenhower die Insel offiziell in Liberty Island umbenennen. Bevor die Freiheitsstatue auf der Insel errichtet wurde, wurde auf Bedloe’s Island eine Festung namens Fort Wood erbaut, eine mehrspitzige, sternförmige Anlage aus Granit. Aus diesem Grund wurde die Insel auch Star Fort genannt.

## Geschichte
Liberty Island ist eine von mehreren Inseln nahe der Mündung des Hudson River. Auf ihr wehten die Fahnen der Niederlande, von England und der Vereinigten Staaten. Für kurze Zeit wurde die Insel auch an Frankreich verliehen. Außerdem war sie in ihrer Geschichte Eigentum der Stadt New York City, des Bundesstaats New York sowie verschiedener Privatpersonen.
Vor der Ankunft der europäischen Siedler im 17. Jahrhundert war die Insel Gebiet des Indianerstammes der Mohegan. Unter holländischer Herrschaft wurde die Insel Eigentum von Isaack Bedloo, einem Kaufmann aus Calais. 1664 kam New York unter englische Herrschaft. Bedloo starb im Jahr 1673, worauf die Insel Teil seines Nachlasses blieb, bis 1732 seine Tochter Mary sie an Adolphe Philipse und Henry Lane für fünf Schilling verkaufte. Daraufhin wurde die Insel als Quarantänestation eingesetzt, um die Ausbreitung der Pocken einzudämmen. Archibald Kennedy kaufte sie 1746 mit der Absicht, sie als Erholungsort für den Sommer zu verwenden. Daher rührt auch der Name Kennedy’s Island. Auf Drängen der Regierung wurde stattdessen ein Leuchtturm auf ihr errichtet. Seit 1756 wurde die Insel erneut als Quarantänestation eingesetzt. Kennedy verkaufte sie schließlich für 1000 Pfund an die Stadt New York, die darauf ein Krankenhaus baute. In den folgenden Jahren wurde sie an verschiedene Personen für unterschiedliche Zeiträume verpachtet.
Während des Amerikanischen Unabhängigkeitskrieges wurde die Insel 1776 von den Briten erobert und diente als Zuflucht für Unterstützer der britischen Partei. Während der Unruhen wurden die Gebäude auf der Insel von Rebellen aus diesem Grund in Brand gesetzt. Nach dem Krieg fiel das Gebiet an den Staat New York, und in den 1780er Jahren wurde erneut ein Krankenhaus errichtet, außerdem war die Insel bekannt als geeignete Gegend, um Austern zu fischen. Während dieser Zeit wurde 1793 die Insel auch für drei Jahre an Frankreich verliehen.
Bedloe’s Island wurde 1796 dem Staat New York anvertraut, doch schon im Jahr 1800 wurde die Insel schließlich der Bundesregierung der Vereinigten Staaten übergeben. Sie beschloss, auf Bedloe’s Island (und auch auf Governor’s Island und Ellis Island) Verteidigungsanlagen zu errichten, um den New Yorker Hafen zu schützen. So entstand zwischen 1806 und 1811 die Festung Fort Wood (benannt nach Colonel Eleazer Derby Wood) als sternförmiges Tenaillensystem mit elf Spitzen. 1812 wurde sie während des Britisch-Amerikanischen Krieges bemannt. Mehr als fünfzig Jahre lang war die Insel Militärzone. Charles Gibbs, der letzte in den USA gehängte Pirat, kam 1831 auf Bedloe’s Island an den Galgen.
1877 wurde Bedloe’s Island als Standort für die Freiheitsstatue ausgewählt. Am 28. Oktober 1886 erfolgte die Enthüllung der fertigen Statue. Erst 1937 wurde die Verwaltung über die Insel vom Kriegsministerium auf das Innenministerium übertragen, militärische Einrichtungen auf der Insel abgerissen und die Statue renoviert. Erst im Jahr 1944 wurde das Fort endgültig geschlossen und 1948 vollständig abgerissen.
1956 ließ Präsident Dwight D. Eisenhower die Insel in Liberty Island umbenennen.
Nach den Terroranschlägen am 11. September 2001 wurde die Insel bis Dezember 2001 für die Öffentlichkeit gesperrt, die Statue blieb bis August 2004 geschlossen. Seit 2001 wird die Insel rund um die Uhr von Einheiten der Küstenwache der Vereinigten Staaten bewacht.